# توره بورمیدا
توره بورمیدا (به ایتالیایی: Torre Bormida) یک کومونه در ایتالیا است که در استان کونیو واقع شده‌است.

## خصوصیات
توره بورمیدا ۷٫۷ کیلومترمربع مساحت و ۲۱۶ نفر جمعیت دارد و ۳۹۱ متر بالاتر از سطح دریا واقع شده‌است.